# Sergei Wladimirowitsch Dobrin

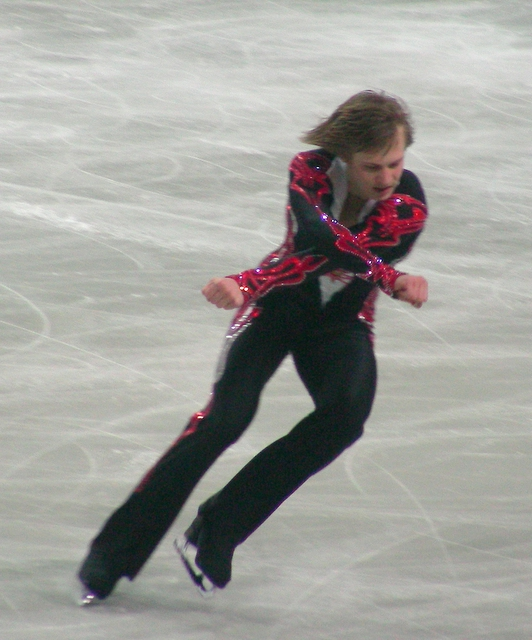
Sergei Dobrin

Sergei Wladimirowitsch Dobrin (russisch Сергей Владимирович Добрин; * 22. September 1986 in Lipezk, Russische SFSR, Sowjetunion) ist ein ehemaliger russischer Eiskunstläufer, der im Einzellauf startete.
Im Alter von 12 Jahren zog Dobrin gemeinsam mit seiner Mutter aus seiner Geburtsstadt Lipezk nach Moskau, da die Trainingsmöglichkeiten dort besser waren. Seine Trainerin war bis 2007 Schanna Gromowa. Anschließend wechselte er zu Alexei Mischin.

## Erfolge

### Weltmeisterschaften

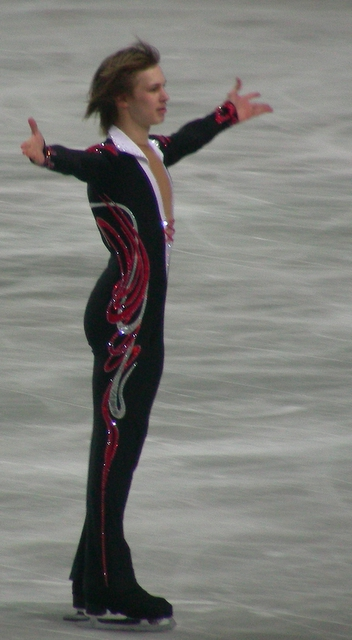

- 2005 - 17. Rang & 3. Rang (Junioren)

### Europameisterschaften
- 2006 - 15. Rang
- 2007 - 18. Rang

### Russische Meisterschaften
- 2001 - 1. Rang (Junioren)
- 2002 - 9. Rang
- 2003 - 7. Rang
- 2004 - 1. Rang (Junioren)
- 2005 - 5. Rang
- 2006 - 3. Rang
- 2007 - 3. Rang
- 2008 - Aufgabe nach dem Kurzprogramm (zwischenzeitliche Platzierung 8. Rang)
- 2009 - 13. Rang
- 2010 - 12. Rang